# Gert von Kortzfleisch

Das Wappen der Familie von Kortzfleisch

Gert Harald August von Kortzfleisch (* 3. August 1921 in Remscheid; † 16. Oktober 2007 in Mannheim)  war Hochschullehrer an der Universität Mannheim sowie Mitglied des Club of Rome. Er war Ehrenritter des Johanniterordens.

## Familie
Kortzfleisch entstammte einer 1731 in den preußischen Adelsstand erhobenen  westfälischen Familie und war der Sohn des Wirtschaftsprüfers Hermann von Kortzfleisch (1883–1942) und der Elisabeth Klophaus (1894–1978). Er heiratete am 21. August 1956 in Köln Elisabeth Bausch (* 6. Februar 1921 in Köln), die Tochter des Werftbesitzers Fritz Bausch.

## Leben
Kortzfleisch war ordentlicher Professor und Leiter des Industrieseminars und des Instituts für Chemische und Physikalische Technologie an der Universität Mannheim und Vorsitzender des Verbandes der Hochschullehrer für Betriebswirtschaftslehre.
1968 war er am Massachusetts Institute of Technology tätig, von dort zurückgekehrt führte er das Gedankengut der Systemdynamik in Deutschland ein. Unter seinen Schülern sind insbesondere Erich Zahn und Peter Milling als Co-Autoren der Studie Die Grenzen des Wachstums zu nennen.
Kortzfleisch war Mitglied des Club of Rome und Vorsitzender des Kuratoriums der Studierendeninitiative Club of Rome (SICoR). Außerdem war er Alter Herr bei der Studentenverbindung Corps Franco-Guestphalia zu Köln im Weinheimer Seniorenconvent.
Gert von Kortzfleisch verstarb am 16. Oktober 2007 im Alter von 86 Jahren.

## Ehrungen
Seit 2008 vergibt die Deutsche Gesellschaft für System Dynamics e. V. zu seinen Ehren den nach ihm benannten Gert-von-Kortzfleisch-Preis für herausragende System-Dynamics-Arbeiten.